# Tour Ostankino

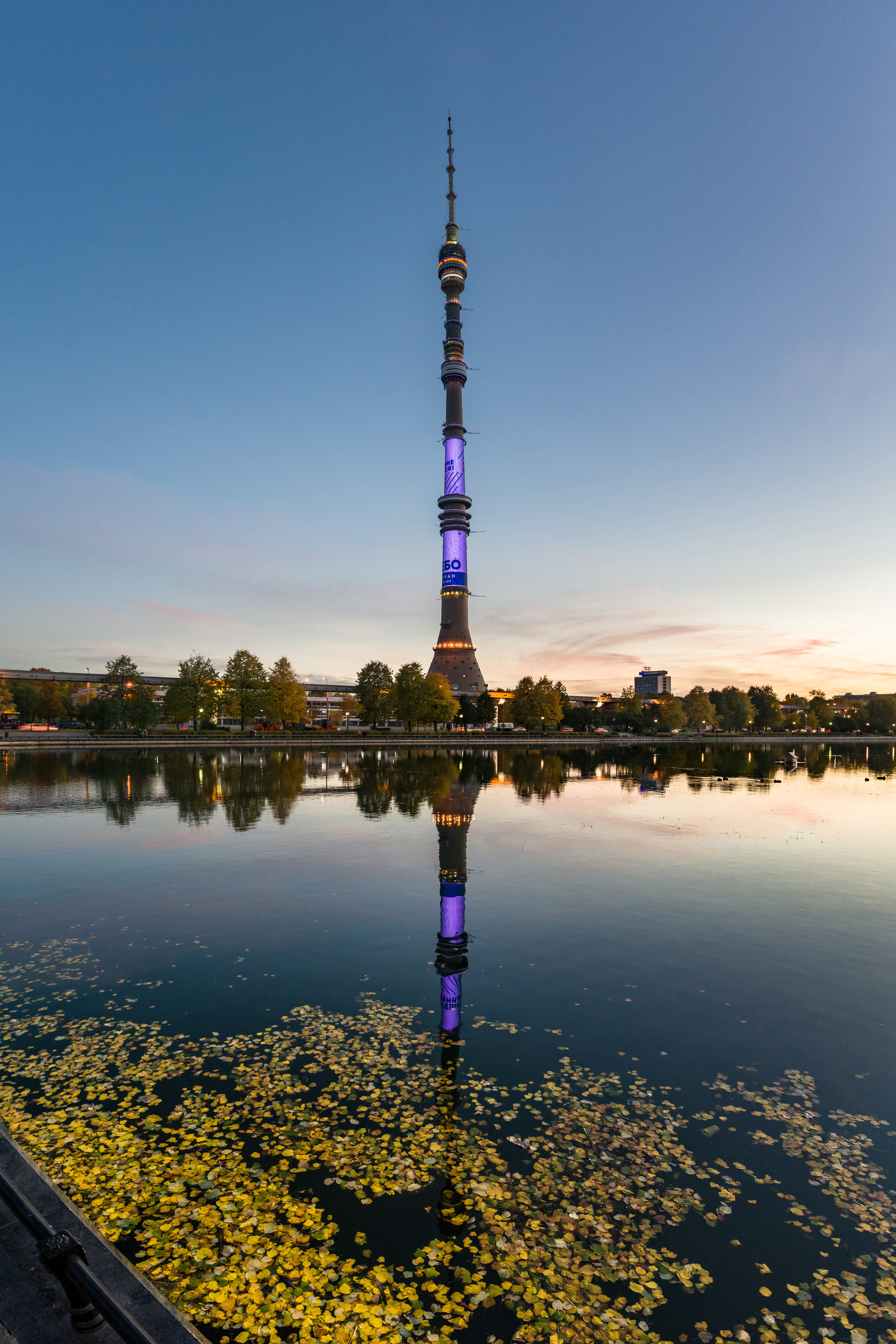
La tour Ostankino. Octobre 2016.

La tour Ostankino (en russe, Останкинская телебашня) est une tour autoportante de radio-télédiffusion située à Moscou en Russie. Elle culmine à 540 m et a été conçue par Nikolaï Nikitine. Elle est actuellement la troisième plus haute tour autoportante du monde et diffuse les programmes de quinze chaînes de télévision, quinze chaînes de radio ainsi que des canaux de TV par satellite (retransmission sur le réseau hertzien).

## Construction
La construction de la tour a commencé en 1963 et s'est terminée en 1967. Elle a gardé son titre de plus haute tour autoportante du monde pendant dix ans, soit jusqu'à la construction de la Tour CN à Toronto au Canada, en 1976, elle-même détrônée en 2007 par la Burj Khalifa à Dubaï, aux Émirats arabes unis.
En 2003, les médias ont annoncé qu'une nouvelle antenne serait posée sur la tour, augmentant ainsi sa hauteur à 577 m. Mais la nouvelle antenne est finalement de la même hauteur que l'ancienne.

## L’incendie du 27 août 2000
Le 27 août 2000 à 15 h 30 un incendie se déclara dans la tour, tuant quatre personnes : trois pompiers et une gardienne d'ascenseur. Par ailleurs, cela a perturbé des chaînes TV et radios locales, affectant 18 millions de personnes à Moscou et dans les alentours. Le feu a démarré à environ 98 m au-dessus de la plate-forme d'observation et du restaurant (soit environ 460 m au-dessus du sol), nécessitant l'évacuation de tous les visiteurs et du  personnel. 
Selon la presse russe, l'évacuation s'est terminée 90 minutes après le début de l'incendie causé par la désuétude des équipements électroniques (en grande partie installés dans les années 1960) et par l'entretien peu fréquent de la tour.

## Dimensions
- Hauteur de l'antenne : 540,1 m
- Hauteur du toit : 385,4 m
- Hauteur du dernier étage : 360 m
- Masse : 51 400 t
- 45 niveaux
- Nombre de marches jusqu'au sommet : 1 706